# 旺格尔恩施泰特
旺格尔恩施泰特是德国下萨克森州的一个市镇。总面积15.15平方公里，总人口617人，其中男性307人，女性310人（2011年12月31日），人口密度41人/平方公里。